# Petticoat – Geschichten aus den Fünfzigern
Petticoat – Geschichten aus den Fünfzigern ist eine 6-teilige Jugendserie aus dem Jahre 1989 von Regisseur Wigbert Wicker. Die Ausstrahlung erfolgte im Regionalfernsehen der ARD mit einer Werbeunterbrechung.

## Handlung
1958: Die 17-jährige Katrin lebt mit ihren Geschwistern Henner und Annelene auf dem Bauernhof ihres Großvaters August im fiktiven niedersächsischen Dorf Lohagen bei Celle. Ihre Eltern Inge und Klaus betreiben neben der Arbeit auf dem Hofe noch einen Gasthof. Der Großvater sträubt sich gegen alles Moderne und weigert sich den Hof seinem, durch eine Kriegsverletzung am Bein verletzten Sohn zu übertragen. Als Harry, Sohn der Kaufmannsladenbesitzerin Christine von der Ferienreise aus Frankreich zurückkehrt, entdeckt Katrin die Zuneigung zu dem heranwachsenden Mann. Die Ferienbekanntschaft Katrin, die ihn in ihrem Karmann Ghia nach Hause gebracht hat, sorgt für eine gewisse Rivalität zwischen den jungen Mädchen. Die Eifersucht steigert sich, als Katrin Harry von der Schule abholt.
Nach einer Theateraufführung im Gasthaus spielt eine Band, als Gitte auch hier auftaucht, lässt Harry die bereits zum Tanz aufgeforderte Katrin stehen. Harry bittet die Band Rock ’n’ Roll zu spielen, was August und einige ältere Dorfbewohner nicht gefällt. Nicht nur die Jugend ist begeistert, allerdings stürzt Klaus aufgrund seiner Kriegsverletzung während des Tanzens. Daraufhin wettert der Pastor im Gottesdienst gegen die Teufelsmusik vor der versammelten Gemeinde. Inge stellt ihre Tochter zur Rede, gibt Harry die Schuld an dem Tumult und verbietet ihrer Tochter den Umgang mit Harry. Als sich diese abends heimlich aus dem Haus schleicht und sich mit Harry trifft, bleibt es von den Eltern nicht unbemerkt. Dem jungen Mädchen wird der Umgang mit Harry verboten. Während des Schulschwänzen lernt Henner den Halbstarken Achim kennen. In der Milchbar kann Achim den Jungen mit seinem Geld und seinem Erfolg bei den Mädels beeindrucken. Schließlich kommt es zu einer Rangelei mit den Freunden der beiden Mädchen. Als Henner zudem noch erwischt wird, seiner Mutter Haushaltsgeld gestohlen zu haben stellt Vater Klaus seine Kinder zur Rede. Dabei kommt ebenfalls raus, das Katrin die Theater AG der Schule nur als Alibi genutzt hat Harry heimlich zu treffen. Bei einer erneuten Begegnung zwischen Henner und Achim kommt zu einer Messerstecherei mit zwei Jugendlichen, in dessen Folge Henner verletzt wird. Achim verarztet Henner in seiner Kfz-Werkstatt und macht mit ihm eine Spritztour ins benachbarte Hannover. Auf der Fahrt baut Achim einen Unfall, begeht Fahrerflucht und lässt Henner zurück. Aufgrund dieser, sich überschlagenden Ereignisse und der Tatsache, dass Henner nicht sie, sondern den Onkel Karl um Hilfe gebeten hat, überdenken Inge und Karl ihre Einstellung. Henners Hausarrest wird aufgehoben und Katrin darf sich mit Harry treffen.
Als der Sohn des Pastors, Jan, Bundeswehrsoldat wieder in die Heimat versetzt wird, drängt er zwischen Katrin und Harry. Als Katrin mit Jan tanzen geht, kommt es fast zur Schlägerei zwischen den Rivalen.
Harrys Mutter, Christine, nach den Kriegswirren aus Stettin geflohen und noch immer hoffend auf eine Rückkehr ihres Mannes aus dem vergangenen Krieg, konnte sich in der Vergangenheit erfolgreich gegen den Witwer Herrn Ehlers erwehren, der auf eine Beziehung mit der alleinstehenden Frau drängt. Nach einem gemeinsamen Gespräch mit Christine und Harry versucht selbst Harry seine Mutter davon zu überzeugen den Vater für tot erklären zu lassen. Harry überredet Katrin zu einer Reise nach Hamburg, gedeckt von Onkel Karl verbringen die beiden ihre erste gemeinsame Nacht miteinander.
Als sich August bei der Arbeit in der Scheune schwer verletzt, sieht er ein den Hof auf Klaus zu überschreiben. Jan hat einen tödlichen Unfall mit dem Motorrad. Christine bekommt überraschend einen Brief von ihrem totgeglaubten Mann, der nun tatsächlich nach Hause zurückkehrt. Aufgrund eines Schreibfehlers hielt er seine Frau in den vergangenen Jahren für tot. Durch Karl bekommt der Heimkehrer einen Job als Baustellenleiter in Wolfsburg. Hiermit trennen sich die gemeinsamen Wege von Harry und Katrin, nicht ohne sich zu versprechen sich regelmäßig wiederzusehen.

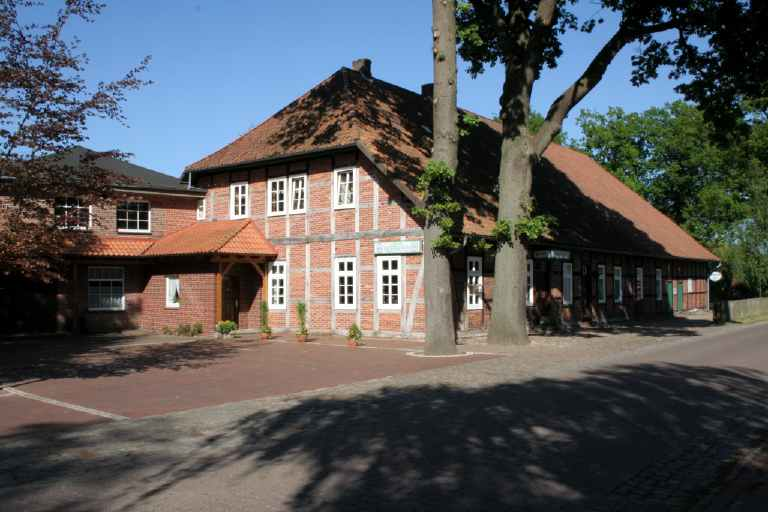
Einer der Drehorte: Das Gasthaus Niedersachsen in Eversen

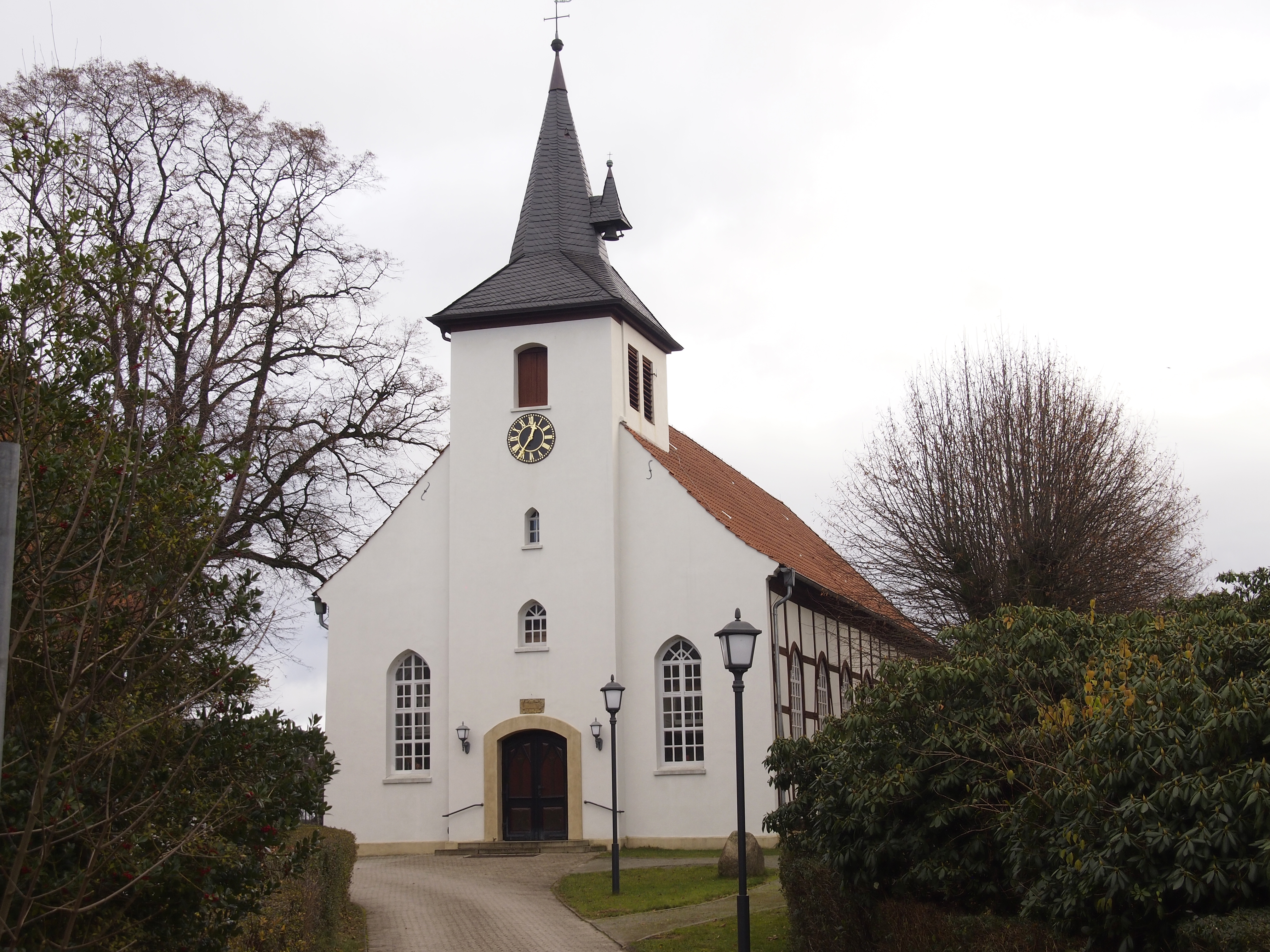
Ein weiterer Schauplatz: Die Fabian-und-Sebastian-Kirche in Sülze

## Produktion
Die Dreharbeiten fanden in Eversen (Bergen), Sülze (Bergen) und Celle statt.

## Folgen
| Nr. (ges.) | Nr. (St.) | Originaltitel          | Erstausstrahlung |
| ---------- | --------- | ---------------------- | ---------------- |
| 1          | 1         | Der Jubiläumsball      | 9. Nov. 1989     |
| 2          | 2         | Henner                 | 16. Nov. 1989    |
| 3          | 3         | Der Besucher           | 23. Nov. 1989    |
| 4          | 4         | Die Reise nach Hamburg | 30. Nov. 1989    |
| 5          | 5         | Die Tanzstunde         | 12. Dez. 1989    |
| 6          | 6         | Herzlich Willkommen    | 14. Dez. 1989    |

## Soundtrack
- Elvis Presley: Dixieland Rock
- Rocco Granata: Marina
- Johnnie Ray: Just Walkin’ in the Rain
- Gene Vincent: Be-Bop-a-Lula
- Chuck Berry: Reelin’ and Rockin’
- Peter Kraus: Alle Mädchen wollen küssen
- Cornelia Froboess: Diana
- Pat Boone: Love Letters in the Sand
- Pat Boone: Gee Whittakers
- Pat Boone: I’ll Be Home
- Chuck Berry: Sweet Little Sixteen
- The Platters: Only You
- The Everly Brothers: Bye Bye Love
- Sonny James: Young Love
- Chuck Berry: Rock and Roll Music